# Halogeton sativus
Halogeton sativus là loài thực vật có hoa thuộc họ Dền. Loài này được (L.) Moq. mô tả khoa học đầu tiên năm 1840.